# Cracticus argenteus
Cracticus argenteus là một loài chim trong họ Cracticidae.